# كارولين ستراوس
كارولين ستراوس (بالإنجليزية: Carolyn Strauss)‏ هي منتجة تلفزيونية أمريكية، ولدت في 13 يوليو 1963 في سكيرديل في الولايات المتحدة.

## وصلات خارجية
- كارولين ستراوس على موقع IMDb (الإنجليزية)
- كارولين ستراوس على موقع قاعدة بيانات الفيلم (الإنجليزية)